# Górnik Zabrze w sezonie 1959
Sezon 1959 był 11. sezonem w historii klubu i 4. z kolei na najwyższym poziomie rozgrywek ligowych. Górnik zakończył rozgrywki I ligi (rozgrywanej systemem wiosna-jesień) na pierwszym miejscu, zdobywając po raz drugi w historii tytuł Mistrza Polski w piłce nożnej.

## Stadion
Miejscem rozgrywania spotkań domowych był otwarty w 1934 roku i przebudowany w 1958 roku stadion przy obecnej ul. Roosevelta 81 mieszczący ok. 35.000 widzów.
Informacje dotyczące frekwencji według Przeglądu Sportowego (www.wikigornik.pl)

## I Liga

### Tabela
| Poz. | Drużyna          | M  | Punkty | Z  | R | P | Bramki | Bramki | Bramki |
| Poz. | Drużyna          | M  | Punkty | Z  | R | P | +      | -      | +/-    |
| ---- | ---------------- | -- | ------ | -- | - | - | ------ | ------ | ------ |
| 1    | Górnik Zabrze    | 22 | 36     | 16 | 4 | 2 | 55     | 23     | 32     |
| 2    | Polonia Bytom    | 22 | 30     | 12 | 6 | 4 | 52     | 27     | 25     |
| 3    | Gwardia Warszawa | 22 | 27     | 10 | 7 | 5 | 49     | 21     | 28     |
| 4    | Legia Warszawa   | 22 | 25     | 10 | 5 | 7 | 36     | 26     | 10     |
| 5    | Ruch Chorzów     | 22 | 24     | 8  | 8 | 6 | 32     | 30     | 2      |

### Wyniki spotkań
| Mecz           | Data            | Stadion   | Przeciwnik        | Wynik | Punkty | Strzelcy                       |
| -------------- | --------------- | --------- | ----------------- | ----- | ------ | ------------------------------ |
| Runda wiosenna |                 |           |                   |       |        |                                |
| 1              | 15 marca        | Rybnik    | Górnik Radlin     | 1:2   | 0      | Gawlik                         |
| 2              | 22 marca        | Zabrze    | Pogoń Szczecin    | 3:1   | 2      | Fojcik, Pohl (2)               |
| 3              | 5 kwietnia      | Bydgoszcz | Polonia Bydgoszcz | 2:2   | 3      | Fojcik (2)                     |
| 4              | 12 kwietnia     | Zabrze    | Wisła Kraków      | 4:0   | 5      | Fojcik (2), Jankowski, Lentner |
| 5              | 19 kwietnia     | Warszawa  | Gwardia Warszawa  | 3:2   | 7      | Lentner, Fojcik, Kowal         |
| 6              | 26 kwietnia     | Zabrze    | Polonia Bytom     | 2:0   | 9      | Lentner, Pohl                  |
| 7              | 3 maja          | Łódź      | ŁKS Łódź          | 2:2   | 10     | Kowalski, Pohl                 |
| 8              | 10 maja         | Warszawa  | Legia Warszawa    | 2:1   | 12     | Kowal, Kowalski                |
| 9              | 24 maja         | Zabrze    | Ruch Chorzów      | 2:2   | 13     | Pohl, Jankowski                |
| 10             | 7 czerwca       | Gdańsk    | Lechia Gdańsk     | 0:1   | 13     | -                              |
| 11             | 14 czerwca      | Zabrze    | Cracovia          | 3:0   | 15     | Szalecki, Pohl, Kowal          |
| Runda jesienna |                 |           |                   |       |        |                                |
| 12             | 1 sierpnia      | Zabrze    | Górnik Radlin     | 6:0   | 17     | Jankowski, Pieczka, Pohl (4)   |
| 13             | 9 sierpnia      | Szczecin  | Pogoń Szczecin    | 3:1   | 19     | Jankowski, Pohl (2)            |
| 14             | 22 sierpnia     | Zabrze    | Polonia Bydgoszcz | 6:2   | 21     | Pohl (4), Wilczek (2)          |
| 15             | 6 września      | Kraków    | Wisła Kraków      | 3:1   | 23     | Wilczek, Pohl, Kowal           |
| 16             | 9 września      | Zabrze    | Gwardia Warszawa  | 2:1   | 25     | Wilczek, Czech                 |
| 17             | 13 września     | Bytom     | Polonia Bytom     | 2:0   | 27     | Kowal, Czech                   |
| 18             | 19 września     | Zabrze    | ŁKS Łódź          | 2:1   | 29     | Lentner, Wilczek               |
| 19             | 4 października  | Zabrze    | Legia Warszawa    | 1:0   | 31     | Pohl                           |
| 20             | 25 października | Chorzów   | Ruch Chorzów      | 2:2   | 32     | Wilczek, Pohl                  |
| 21             | 1 listopada     | Zabrze    | Lechia Gdańsk     | 3:2   | 34     | Kowal, Pohl (2)                |
| 22             | 15 listopada    | Kraków    | Cracovia          | 1:0   | 36     | Jankowski                      |

    zwycięstwo     remis     porażka

## Mecze towarzyskie
| Data                                | Stadion      | Przeciwnik                      | Wynik | Strzelcy                                                       |
| ----------------------------------- | ------------ | ------------------------------- | ----- | -------------------------------------------------------------- |
| Puchar Zimowy                       |              |                                 |       |                                                                |
| luty                                | brak danych  | Czarni Pyskowice                | 11:0  | Jankowski (4), Lentner (2), Pohl (2), Fojcik, Burczyk, Pieczka |
| 15 lutego                           | Częstochowa  | Budowlani Częstochowa           | 4:1   | Lentner (2), Gawlik, Jankowski                                 |
| 21 lutego                           | Zawiercie    | Warta Zawiercie                 | 6:3   | Pohl (3), Czech (3)                                            |
| 1 marca                             | brak danych  | Górnik Sośnica                  | 6:0   | Lentner (3), Jankowski (2), Czech                              |
| 7 marca                             | Zabrze       | RKS Ludwik Concordia Zabrze     | 7:1   | Kowal (3), Czech (2), Kowalski, Pohl                           |
| 10 czerwca                          | Racibórz     | Unia Racibórz                   | 3:1   | Szalecki, Fojcik, Jankowski                                    |
| 6 marca                             | Zabrze       | Ruch Chorzów                    | 4:0   | Pohl (2), Jankowski, Kowal                                     |
| Rozegrane w trakcie rundy wiosennej |              |                                 |       |                                                                |
| 4 marca                             | Chorzów      | AKS Chorzów                     | 1:2   | Jankowski                                                      |
| 8 marca                             | brak danych  | Górnik Świętochłowice           | 2:2   | Jankowski, Fojcik                                              |
| 30 marca                            | Zdzieszowice | Unia Zdzieszowice               | 10:0  | Fojcik (3), Jankowski (3), Szalecki (3), Kowal                 |
| 4 maja                              | Pabianice    | Włókniarz Pabianice             | 2:2   | Fojcik, Kowal                                                  |
| 14 maja                             | Chorzów      | Baník Ostrawa                   | 3:2   | Kowal (3)                                                      |
| Rozegrane w trakcie rundy jesiennej |              |                                 |       |                                                                |
| 12 lipca                            | brak danych  | Dunaújváros FC                  | 2:1   | Wilczek, Pohl                                                  |
| 26 lipca                            | brak danych  | Stal Sosnowiec                  | 2:2   | Fojcik, Jankowski                                              |
| sierpień                            | brak danych  | Unia Gorzów Wielkopolski        | 5:0   | brak danych                                                    |
| 16 sierpnia                         | brak danych  | Śląsk Wrocław                   | 1:3   | Kowal                                                          |
| październik                         | brak danych  | Reprezentacja Kielc             | 5:1   | brak danych                                                    |
| 29 listopada                        | Opole        | Odra Opole                      | 1:3   | Szalecki                                                       |
| 9 grudnia                           | Geleen       | Fortuna 54 Geleen               | 1:1   | Kowal                                                          |
| 11 grudnia                          | Brema        | Werder Brema                    | 4:4   | Wilczek (2), Pohl, Kowal                                       |
| 13 grudnia                          | Limoges      | Limoges FC                      | 1:2   | Pohl                                                           |
| 16 grudnia                          | Essen        | Rot-Weiss Essen / FC Schalke 04 | 2:1   | Wilczek, Gawlik                                                |
| brak danych                         | brak danych  | Fortuna Głogówek                | 27:0  | brak danych                                                    |
| brak danych                         | Rudno        | Młodość Rudno                   | 8:3   | brak danych                                                    |

    zwycięstwo     remis     porażka

## Zawodnicy

### Skład
| Zawodnik           | Data urodzenia    | W klubie od | Poprzedni klub      | I Liga    | I Liga | RAZEM | RAZEM | Uwagi                 |
| ------------------ | ----------------- | ----------- | ------------------- | --------- | ------ | ----- | ----- | --------------------- |
| Zawodnik           | Data urodzenia    | W klubie od | Poprzedni klub      | Bramkarze |        |       |       | Uwagi                 |
| Józef Kaczmarczyk  | 25 stycznia 1931  | 1949        | Pogoń Zabrze        | 10        | –      | 10    | -     |                       |
| Joachim Szołtysek  | 10 czerwca 1932   | 1959        | AKS Chorzów         | 15        | –      | 15    | -     |                       |
| Obrońcy            |                   |             |                     |           |        |       |       |                       |
| Stefan Florenski   | 17 grudnia 1933   | 1957        | Sośnica Gliwice     | 17        | –      | 17    | -     |                       |
| Henryk Hajduk      | 30 kwietnia 1932  | 1956        | Polonia Gdańsk      | 15        | –      | 15    | -     |                       |
| Rajnhold Dworaczek | 11 maja 1935      | 1955        | ZFMG Zabrze         | 1         | –      | 1     | -     |                       |
| Pomocnicy          |                   |             |                     |           |        |       |       |                       |
| Henryk Czech       | 21 września 1934  | 1948        | Pogoń Zabrze        | 15        | 2      | 15    | 2     |                       |
| Ginter Gawlik      | 5 grudnia 1930    | 1949        | Górnik Biskupice    | 19        | 1      | 19    | 1     |                       |
| Jan Pieczka        | 13 stycznia 1936  | 1956        | wychowanek          | 4         | 1      | 4     | 1     |                       |
| Henryk Szalecki    | 25 lutego 1933    | 1948        | Zjednoczenie Zabrze | 3         | 1      | 3     | 1     |                       |
| Jan Kowalski       | 15 lutego 1937    | 1959        | Pogoń Zabrze        | 13        | 2      | 13    | 2     |                       |
| Napastnicy         |                   |             |                     |           |        |       |       |                       |
| Manfred Fojcik     | 16 lipca 1924     | 1949        | Górnik Biskupice    | 15        | 6      | 15    | 6     |                       |
| Antoni Franosz     | 9 lutego 1928     | 1948        | Pogoń Zabrze        | 22        | –      | 22    | -     |                       |
| Edward Jankowski   | 9 stycznia 1930   | 1955        | Górnik Radlin       | 21        | 5      | 21    | 5     |                       |
| Edmund Kowal       | 16 lutego 1931    | 1957        | Legia Warszawa      | 22        | 6      | 22    | 6     |                       |
| Roman Lentner      | 15 grudnia 1937   | 1956        | Czarni Chropaczów   | 12        | 4      | 12    | 4     |                       |
| Marian Olejnik     | 26 sierpnia 1928  | 1955        | Górnik Radlin       | 20        | –      | 20    | -     |                       |
| Ernest Pohl        | 3 listopada 1932  | 1956        | Legia Warszawa      | 21        | 21     | 21    | 21    | król strzelców I ligi |
| Erwin Wilczek      | 20 listopada 1940 | 1959        | Zryw Chorzów        | 8         | 6      | 8     | 6     |                       |

### Transfery

#### Przyszli
| Poz | Nazwisko          | Poprzedni klub |
| --- | ----------------- | -------------- |
| BR  | Joachim Szołtysek | AKS Chorzów    |
| NA  | Erwin Wilczek     | Zryw Chorzów   |

#### Odeszli
| Poz | Nazwisko      | Nowy klub      |
| --- | ------------- | -------------- |
| BR  | Józef Machnik | Stal Sosnowiec |

#### Skład podstawowy
| Poz | Zawodnik           | I Liga | Razem |
| --- | ------------------ | ------ | ----- |
| NA  | Antoni Franosz     | 22     | 22    |
| NA  | Edmund Kowal       | 22     | 22    |
| NA  | Edward Jankowski   | 21     | 21    |
| NA  | Ernest Pohl        | 21     | 21    |
| PO  | Ginter Gawlik      | 19     | 19    |
| NA  | Marian Olejnik     | 19     | 19    |
| OB  | Stefan Florenski   | 17     | 17    |
| PO  | Henryk Czech       | 14     | 14    |
| OB  | Henryk Hajduk      | 14     | 14    |
| BR  | Joachim Szołtysek  | 14     | 14    |
| NA  | Manfred Fojcik     | 13     | 13    |
| NA  | Roman Lentner      | 12     | 12    |
| NA  | Jan Kowalski       | 11     | 11    |
| BR  | Józef Kaczmarczyk  | 8      | 8     |
| NA  | Erwin Wilczek      | 8      | 8     |
| PO  | Jan Pieczka        | 4      | 4     |
| PO  | Henryk Szalecki    | 2      | 2     |
| OB  | Rajnhold Dworaczek | 1      | 1     |

    podstawowa jedenastka